# Чагисейка
Чагисейка (сельк. Т́аггызий Кы — мелкая река) — река в России, протекает в Томской области. Устье реки находится в 722 км по правому берегу реки Кеть. Длина реки составляет 143 км, площадь водосборного бассейна 781 км².

## Притоки
- 21 км: правый приток Малая Чагисейка[3]
- 134 км: правый приток без названия

## Данные водного реестра
По данным государственного водного реестра России относится к Верхнеобскому бассейновому округу, водохозяйственный участок реки — Кеть, речной подбассейн реки — бассейн притоков (Верхней) Оби от Чулыма до Кети. Речной бассейн реки — (Верхняя) Обь до впадения Иртыша.